# Središte organiziranja mikrocjevčica
Središte organiziranja mikrocjevčica (eng. microtubule-organizing center, MTOC) je mjesto u stanici gdje se organiziraju mikrocjevčice (mikrotubuli). Ova se struktura nalazi u eukariotskim stanicama iz kojih izviru mikrocjevčice. MTOC-i imaju dvije uloge:
- organiziraju eukariotske bičeve i trepetljike i
- organiziraju mitozno i mejozno diobeno vreteno, koje odvaja kromosome tijekom stanične diobe.

Središte organiziranja mikrocjevčica je glavno mjesto gdje se odvija polimerizacija mikrocjevčica (nukleiranje). Može ih se vidjeti u stanicama imunohistokemijskom detekcijom γ-tubulina. Morfološke karakteristike središta organiziranja mikrocjevčica variraju između različitih koljena i carstava. Kod životinja dvije su glavne vrste MTOC-a bazalna tijela združena s trepetljikama i centrosomi koji su u svezi sa stvaranjem vretena.

## Vanjske poveznice
- Biologija stanice, PMF Zagreb, voditelj kolegija: Marijana Krsnik-Rasol